# Росс, Сергей Геннадьевич
Серге́й Генна́дьевич Росс (фамилия при рождении — Литвинцев; род. 25 ноября 1986 года, Москва, РСФСР) — российский общественный и политический деятель, адвокат и предприниматель. Основатель исследовательского центра «Коллективное действие» и издательского проекта «Новые районные медиа». Организатор «Форума мирной России».

## Биография
Родился 25 ноября 1986 года в Москве. В 2003 году окончил школу № 4 в Набережных Челнах. В 2007 году окончил международно-правовой факультет МГИМО по специальности «юриспруденция со знанием иностранных языков», а через год — специалитет того же факультета. В 2009 году окончил магистратуру в Дьюкской школе права.
В 2011 году представлял в суде несколько сотен пассажиров «Аэрофлота», пострадавших от массовых задержек рейсов в аэропорту Домодедово в декабре 2010 года. Тогда из-за ледяного дождя произошла авария на подстанциях, питающих аэропорт, что привело к его полному обесточиванию и задержке рейсов более чем на сутки, а авиакомпания не предоставила условия, необходимые для долгого ожидания.
С 2014 по 2019 год был женат на предпринимательнице Марине Росс.
Участвовал в создании государственной программы «Глобальное образование».

### Участие в выборах
В 2014 году выдвигался на выборах в Мосгордуму на округе № 36, в который входили районы Котловка, Обручевский и Черёмушки. Во время предвыборной кампании предложил использовать беспилотники для выявления городских проблем, в частности, дворов, требующих ремонта, и неправильной парковки. Занял второе место, получив 4 843 голоса (15,93 %).
В 2022 году выдвигался на выборы муниципальных депутатов Пресненского района Москвы. 21 июля, через несколько часов после официальной регистрации кандидатом, Росса задержали сотрудники полиции. На следующий день суд присудил ему девять суток административного ареста по статье о демонстрации экстремистской символики. На основании этого протокола Росс был снят с выборов. 

### Аресты
20 сентября 2021 года Росса задержали под предлогом участия в протестной акции КПРФ. Хотя Росс не имел к ней отношения. На следующий день суд арестовал его на девять суток. 22 июля и 21 сентября 2022 года Росса дважды арестовывали по статье о демонстрации экстремистской символики. Поводом послужили картинки с логотипом штабов Навального, признанных в России экстремистской организацией. Сам Росс связывал эти аресты с давлением на него как на кандидата в муниципальные депутата, а затем как на потенциального организатора протестных акций против мобилизации.

## Проекты

### «Коллективное действие»
В апреле 2020 года Росс запустил проект «Коллективное действие», который публикует исследования о муниципальной и региональной политике в России и готовит законопроекты. В ноябре 2021 года издание «Федеральное агентство новостей» опубликовало статью с призывом проверить проект на исполнение функций «иностранного агента», а также «обратить пристальное внимание» правоохранительных органов на самого Росса.
В декабре 2021 года проект запустил телеграм-канал с «Трансляции из ЗакСа» с текстовыми прямыми эфирами заседаний законодательного собрания Санкт-Петербурга.

### «Форум мирной России»
В июне 2022 года Росс организовал закрытую встречу российских оппозиционных и антивоенных деятелей для обсуждения политической и экономической ситуации в России и в мире. Форум прошёл в Санкт-Петербурге в дни ПМЭФ. Во встрече приняли участие около 50 человек из девяти городов России, а также несколько человек из-за границы в удалённом формате. Главными темами обсуждения стала нынешняя и будущая социально-политическая обстановка в России, в частности, деполитизация и атомизация общества, люстрации и экономика переходного периода.
Мероприятие отличалось от аналогичных, проводимых до февраля 2022 года, высоким уровнем конспирации по причине давления со стороны сотрудников силовых ведомств. Участники не знали точных места и времени проведения. Адрес площадки сообщался за час до форума, причём организаторы использовали только личные сообщения, меняя сим-карты и маршруты, не покупали билеты на одну и ту же дату. Двери в помещениях открывались только по QR-кодам, и не все из них вели к месту встречи, поэтому неправильный выбор маршрута делал попадание на площадку невозможным. Причём участники не выходили оттуда на протяжении восьми часов, «чтобы не компрометировать выходы с площадки и не привлекать внимание силовиков». На случай задержаний продумали систему лабиринтных ходов и несколько чёрных выходов.
Несмотря на меры, на форум пришли журналисты НТВ, сотрудники полиции для «инспекции реквизита» и сотрудники центра «Э». Журналисты и «эшники» постоянно находились у входа, а полицейские пришли на первую площадку, когда участники уже переместились на вторую. «НТВ» назвало форум «тайной встречей прозападных гражданских активистов».

## Пума
В начале 2018 года Росс забрал семимесячную пуму из закрывающегося зоопарка. Пума по имени Ирма стала жить в специально оборудованной комнате городской квартиры и вскоре получила большую известность. Её личный аккаунт в Instagram имеет более 97 тысяч подписчиков.